# Thylaconema sigmura
Thylaconema sigmura ist eine in der in der Leibeshöhle bei Vögeln parasitierende Art der Thelazien. Der Erstnachweis erfolgte bei einem Argusfasan im Zoo von Kalkutta. Sie ist die einzige Art in der Gattung Thylaconema.

## Merkmale

### Gattung
Thylaconema ist ein robuster Wurm, der sich an beiden Seiten verjüngt und eine grobe Ringelung aufweist. Die Ringe tragen zahlreiche, nach hinten gerichtete Dornen, am deutlichsten im vorderen Körperbereich. Die Mundhöhle ist rechteckig, ihr vorderer Rand trägt vier, nur leicht hervorstehende Lappen. Der Ösophagus ist kurz, gerade und ungeteilt, der Übergang zum Darm undeutlich abgegrenzt. Ösophagus und Darm bilden zusammen ein gerades Rohr, mit konstantem Durchmesser. Die Vulva liegt in der Ösophagusregion. Die Vagina ist eine verlängerte, sackartige Struktur. Die Uteri und Eierstöcke sind paarig. Der Schwanz ist bei Weibchen kurz und fingerartig. Männchen haben einen breiten, relativ kurzen Kaudalflügel mit wenigen gestielten Analpapillen vor der Kloake sowie einige große und mehrere kleine dahinter. Die Spicula sind lang und schmal und unterschiedlich lang, ein Gubernaculum ist vorhanden.

### Art
Zur Erstbeschreibung lagen nur Männchen ohne Vorderende vor, so dass nicht 100 %ig die gleiche Art vorliegen muss, obwohl die Individuen eng mit den Weibchen gruppiert waren. Die Maximaldicke beträgt 270 µm. Die breiten und kurzen Kaudalflügel bilden eine taschenartige Struktur von 400 µm Länge und etwa 300 µm Breite, die durch feine Streifen gekennzeichnet ist. Vor der Kloake liegen zwei Paare gestielter Papillen, ein Paar neben der Kloake und zwei Paare dahinter sowie drei oder vier Paare kleiner Papillen nahe der Schwanzspitze. Die Kloake liegt 175 µm vor der der Schwanzspitze. Das rechte Spiculum ist 1,35 mm lang, das linke 590 µm. Das Gubernaculum besteht aus zwei konvergierenden Balken, die durch eine dünne Membran verbunden sind.
Weibchen sind etwa 15 mm lang und maximal 0,4 mm dick. Die Kutikularinge liegen vorn 12 µm auseinander, ihr Abstand vergrößert sich nach hinten auf 25 bis 30 µm. Die Mundhöhle ist 25 µm breit und 15 µm tief. Am Übergang zum Ösophagus hat sie ein enges Lumen. Der Kopf wird durch einen angedeuteten Kamm angegrenzt. Der Ösophagus ist 875 µm lang und 55 µm dick. Der Nervenring liegt 450 µm hinter dem Vorderende. Der Anus liegt 155 µm vor dem Hinterende, das Schwanzende ist bauchwärts gekrümmt und hat einen Durchmesser von etwa 55 µm. Die Vulva liegt 390 µm hinter dem Vorderende und ist erhaben. Die Vagina ist etwa 1,4 mm lang und erweitert sich allmählich 155 µm. Die Uteri haben die Gestalt einer engen Röhre von etwa 35 µm Durchmesser. Sie verlaufen zum hinteren Körperabschnitt und enden in zwei, leicht gewundenen Eierstöcken.

## Lebenszyklus
Der Lebenszyklus unterscheidet sich von anderen Thelaziidae deutlich. Die Würmer besiedeln nicht die Augen, sondern die Leibeshöhle. Die Weibchen gebären Larven, die in das Blut wandern, über dieses von Stechinsekten aufgenommen und weiterverbreitet werden.